# Cerovec Stanka Vraza
Cerovec Stanka Vraza este o localitate din comuna Ormož, Slovenia, cu o populație de 130 de locuitori.